# В зоні смертельної небезпеки
В зоні смертельної небезпеки (англ. On Deadly Ground) — бойовик, знятий Стівеном Сігалом як режисером.

## Сюжет
Форрест Тафт — це людина, яка завжди вибирає тільки одну сторону. Тафт — фахівець із боротьби з пожежами нафтових свердловин, але йому доводиться вступати в ще більш гарячу битву, коли він стикається з Майклом Дженнінгсом — господарем нафтової компанії, на одній з бурових якої сталася аварія, і нафта виливається в океан. Але нажива для таких людей над усе. І тоді Тафт дає їм зрозуміти: якщо вони заподіють шкоду землі, яку він любить, вони — у смертельній небезпеці.

## У ролях
| Актор                     | Роль                              |
| ------------------------- | --------------------------------- |
| Стівен Сігал              | Форрест Тафт                      |
| Майкл Кейн                | Майкл Дженінгс                    |
| Джоан Чень                | Масу                              |
| Джон Макгінлі             | Макгрудер                         |
| Р. Лі Ермі                | Стоун                             |
| Шері Шаттак               | Лайлес                            |
| Біллі Боб Торнтон         | Гомер Карлтон                     |
| Річард Гемілтон           | Х'ю Палмер                        |
| Чіф Ірвін Брінк           | Сайлук                            |
| Апангулук Чарлі Кайрайуак | Турнак                            |
| Елсі Пістолхед            | Таканапсалук                      |
| Джон Труделл              | Джонні Редфізер                   |
| Майк Старр                | Великий Майк                      |
| Свен-Оле Торсен           | Отто                              |
| Майкл Джей Вайт           | працівник на нафтовій свердловині |

## Цікаві факти
- Фільм став режисерським дебютом Стівена Сігала. Це було неодмінною умовою актора на його участь у сіквелі касового хіта «В облозі» (1992).
- Роль Майкла Кейна спочатку призначалася Джеремі Айронсу. Іншими кандидатурами на неї були Алан Рікман та Ентоні Гопкінс.
- Робочими варіантами назви фільму були «Rainbow Warrior» і «Spirit Warrior».

## Саундтрек
| Список треків | Список треків                 | Список треків |
| #             | Назва                         | Тривалість    |
| ------------- | ----------------------------- | ------------- |
| 1.            | «Main Titles»                 | 2:19          |
| 2.            | «Aegis Flameout»              | 1:44          |
| 3.            | «Forrest Found»               | 1:36          |
| 4.            | «The Journey»                 | 7:57          |
| 5.            | «Forrest Decides/Horse Chase» | 3:54          |
| 6.            | «Jennings Goes Down»          | 4:46          |
| 7.            | «The Warning/End Credits»     | 7:19          |
| 29:34         |                               |               |